# Pièces de monnaie en lats letton
Les pièces de monnaie en lats sont l'ancienne représentation physique, avec les billets de banque, de la monnaie de la Lettonie entre 1922 et 1945 et le 3 août 1992 (création de la monnaie) et le 14 janvier 2014 (fin de cours légal). Le pays a depuis le 1er janvier 2014 adopté l'euro.

## L'unité monétaire lettone
Le lats letton (LVL) était la devise de la Lettonie depuis le 3 août 1992. La monnaie a été remplacée le 1er janvier 2014 par l'euro et le lats a perdu son cours légal à la fin du 14 janvier 2014.
Le lats est subdivisé en 100 santīmu.

## Les pièces de monnaie lettones

### République lettone (1922-1945)
Les pièces sont issues en 1, 2, 5, 10, 20 et 50 santims et 1, 2 et 5 lats.
Les dessins des pièces sont conçus par trois artistes :
- Rihards Zarins (pièces en santims de l'émission de 1923 et pièce de 5 lats),
- Janis Roberts Tilbergs (pièces de 1 lats et 2 lats)
- Ludolfs Liberts (pièces en santims, émission de 1937).

### Période soviétique (1945-1991)
- voir à rouble, unité monétaire de l'Union des républiques socialistes soviétiques

### Première série de la République lettone (1992-2013)
- À la suite de l'indépendance de la Lettonie, un second lats letton est (ré)introduit dès 1992.
- La Latvijas Banka est la banque centrale responsable de l'émission des pièces de monnaie en Lettonie.
- Toutes les pièces de la série de 1992 sont frappées par la Bayerisches Hauptmünzamt en Allemagne. Gunars Lusis et Janis Strupulis dessinent les 1, 2, 5, 10, 20, 50 santims et les pièces de 1 et de 2 lats

| Valeur     | Photo                   | Paramètres techniques | Paramètres techniques | Paramètres techniques | Description | Description                                           | Description                   | Millésimes               |
| Valeur     | Photo                   | Diamètre              | Poids                 | Composition           | Avers | Revers                                                | Artiste                       | Millésimes               |
| ---------- | ----------------------- | --------------------- | --------------------- | --------------------- | --- | ----------------------------------------------------- | ----------------------------- | ------------------------ |
| 1 santīms  |                         | 15.65 mm              | 1.60 g                | Acier plaqué cuivre   | Le petit blason de la République de Lettonie Image:Latvijas mazais gerbonis.gif entouré de la mention LATVIJAS REPUBLIKA et du millésime | la valeur faciale 1 SANTIMS sous cinq arcs de cercle  | Gunārs Lūsis, Jānis Strupulis | 1992, 1997, 2003 et 2005 |
| 2 santīmi  |                         | 17.0 mm               | 1.90 g                | Acier plaqué cuivre   | Le petit blason de la République de Lettonie Image:Latvijas mazais gerbonis.gif entouré de la mention LATVIJAS REPUBLIKA et du millésime | la valeur faciale 2 SANTIMI sous cinq arcs de cercle  | Gunārs Lūsis, Jānis Strupulis | 1992, 2000, 2006 et 2007 |
| 5 santīmi  |                         | 18.5 mm               | 2.50 g                | Cu Ni Zn              | Le petit blason de la République de Lettonie Image:Latvijas mazais gerbonis.gif entouré de la mention LATVIJAS REPUBLIKA et du millésime | la valeur faciale 5 SANTIMI sous cinq arcs de cercle  | Gunārs Lūsis, Jānis Strupulis | 1992, 2006 et 2007       |
| 10 santīmu |                         | 19.9 mm               | 3.25 g                | Cu Ni Zn              | Le petit blason de la République de Lettonie Image:Latvijas mazais gerbonis.gif entouré de la mention LATVIJAS REPUBLIKA et du millésime | la valeur faciale 10 SANTĪMU sous cinq arcs de cercle | Gunārs Lūsis, Jānis Strupulis | 1992 et 2008             |
| 20 santīmu |                         | 21.5 mm               | 4.00 g                | Cu Ni Zn              | Le petit blason de la République de Lettonie Image:Latvijas mazais gerbonis.gif entouré de la mention LATVIJAS REPUBLIKA et du millésime | la valeur faciale 20 SANTĪMU sous cinq arcs de cercle | Gunārs Lūsis, Jānis Strupulis | 1992 et 2007             |
| 50 santīmu |                         | 18.8 mm               | 3.50 g                | Cu Ni                 | Le petit blason de la République de Lettonie Image:Latvijas mazais gerbonis.gif entouré de la mention LATVIJAS REPUBLIKA et du millésime | la valeur faciale 50 SANTĪMU sous des pousses de pin  | Gunārs Lūsis, Jānis Strupulis | 1992 et 2007             |
| 1 lats     | Voir tableau ci-dessous | 21.75 mm              | 4.80 g                | Cu Ni                 | le grand blason de la République de Lettonie entouré de la mention LATVIJAS REPUBLIKA et du millésime                                    | Voir tableau ci-dessous                               | Voir tableau ci-dessous       | Voir tableau ci-dessous  |
| 2 lati     |                         | 24.35 mm              | 6.00 g                | Cu Ni                 | le grand blason de la République de Lettonie entouré de la mention LATVIJAS REPUBLIKA et du millésime                                    | La valeur faciale 2 LATI sous une vache broutant      | Gunārs Lūsis, Jānis Strupulis | 1992                     |

### Deuxième série de la République lettone (1992-2013)
- La pièce de 2 lati a fait l'objet d'une nouvelle frappe : pièce bi-métallique

| Valeur | Photo | Paramètres techniques | Paramètres techniques | Paramètres techniques                                                   | Description                                                                                           | Description                                      | Description                   | Millésimes |
| Valeur | Photo | Diamètre              | Poids                 | Composition                                                             | Avers                                                                                                 | Revers                                           | Artiste                       | Millésimes |
| ------ | ----- | --------------------- | --------------------- | ----------------------------------------------------------------------- | --- | ------------------------------------------------ | ----------------------------- | ---------- |
| 2 lati |       | 26.30 mm              | 9.50 g                | bi métallique : cupro-zinc-nickel (intérieur) et cupro-nickel (anneau). | le grand blason de la République de Lettonie entouré de la mention LATVIJAS REPUBLIKA et du millésime | La valeur faciale 2 LATI sous une vache broutant | Gunars Lusis, Janis Strupulis | 1999       |

### Diversification du revers des pièces de 1 lats de 2001 à 2013
|  | |  |
|  | - 1992 - Un saumon, symbole des ressources abondantes en eau du pays, sautant hors de l'eau, avec la valeur faciale 1 LATS. - Designers : Gunars Lusis, Janis Strupulis - Atelier de frappe : Bayerisches Hauptmünzamt - Millésimes : 1992, 2007, 2008 |  |
|  | |  |
|  | - 2001 - Une cigogne faisant son nid, avec la valeur faciale 1 LATS. - Designers : Gunars Lusis, Janis Strupulis. - Atelier de frappe : Rahapaja |  |
|  | |  |
|  | - 2003 - Une fourmi courant sur le sol, avec la valeur faciale 1 LATS. - Artistes : Maris Putns, Artis Zvirgzdins, Davids Rubins (design), Ligita Franckevica (modèle en plâtre). - Atelier de frappe : Rahapaja                                       |  |
|  | |  |
|  | - 2004 - Un champignon, avec la valeur faciale 1 LATS. - Artistes : Gunars Sietins (design), Janis Strupulis (modèle en plâtre). - Atelier de frappe : Rahapaja                                                                                        |  |
|  | |  |
|  | - 2004 - Sprīdītis, un personnage de contes, sous dix étoiles, avec la valeur faciale 1 LATS. - Artistes : Ivars Mailitis. - Atelier de frappe : Monnaie royale des Pays-Bas.                                                                          |  |
|  | |  |
|  | - 2005 - Le coq du sommet de l'église Saint Pierre de Rīga, avec la valeur faciale 1 LATS. - Artistes : Valdis Villeruss (design), Ligita Franckevica (modèle en plâtre). - Atelier de frappe : Royal Mint.                                            |  |
|  | |  |
|  | - 2005 - un pretzel, avec la valeur faciale 1 LATS. - Artistes : Laimonis Senbergs (design), Janis Strupulis (modèle en plâtre). - Atelier de frappe : Münze Österreich.                                                                               |  |
|  | |  |
|  | - 2006 - un profil représentant la nuit du solstice, avec la valeur faciale 1 LATS. - Artistes : Dace Lielā (design), Ligita Franckeviča (modèle en plâtre). - Atelier de frappe : Rahapaja                                                            |  |
|  | |  |
|  | - 2006 - une pomme de pin, avec la valeur faciale 1 LATS. - Artistes : Henrihs Vorkals (design), Jānis Strupulis (modèle en plâtre). - Atelier de frappe : Rahapaja                                                                                    |  |
|  | |  |
|  | - 2007 - une fibule, avec la valeur faciale 1 LATS. - Artistes : Arvīds Priedīte (design), Ligita Franckeviča (modèle en plâtre). - Atelier de frappe : Münze Österreich                                                                               |  |
|  | |  |
|  | - 2007 - un bonhomme de neige, avec la valeur faciale 1 LATS. - Artistes : Daina Lapiņa (design), Jānis Strupulis (modèle en plâtre). - Atelier de frappe : Münze Österreich                                                                           |  |
|  | |  |
|  | - 2008 - un nénuphar, avec la valeur faciale 1 LATS. - Artistes : Aleksandrs Čhaidze (design), Laura Medne (modèle en plâtre). - Atelier de frappe : Rahapaja                                                                                          |  |